# Андреас Лунд
Андреас Лунн (норв. Andreas Lund, нар. 7 травня 1975, Крістіансанн) — норвезький футболіст, що грав на позиції нападника. Був одним із найкращих форвардів у Тіппелізі в другій половині 1990-х років, забивши 55 м'ячів у 99 матчах у вищому дивізіоні Норвегії, втім через серйозну травму змушений був покинути футбол у ранньому віці.

## Клубна кар'єра
У дорослому футболі дебютував 1995 року виступами за команду клубу «Старт» (Крістіансанн), в якому провів півтора сезони, взявши участь у 37 матчах чемпіонату.
Своєю грою за цю команду привернув увагу представників тренерського штабу «Молде», до складу якого приєднався по ходу 1996 року, алле основним нападником став лише з сезону 1998 і став одним з головних бомбардирів команди, забивши 16 голів у першому сезоні і 21 у другому. Крім того він забив чотири голи у Лізі чемпіонів 1999/00, спочатку один у кваліфікації «Мальорці», який вивів «Молде» вперше в історії до групового етапу турніру, а потім ще три голи у групі, усі грецькому «Олімпіакосу». І якщо гол у першому матчі не врятував від гостьової поразки 1:3, то дубль в другій грі приніс норвежцям історичну першу перемогу в груповій частині турніру.
У лютому 2000 року за 2,8 млн фунтів стерлінгів перейшов до англійського «Вімблдону», у складі якого дебютував у місцевій Прем'єр-лізі і навіть відзначився двома голами у зустрічах проти «Челсі» та «Арсеналу», але не зміг допомогти команді уникнути вильоту і був розкритикований англійською пресою і навіть в 2014 році був включений газетою Daily Mail до списку 20 найгірших форвардів, які коли-небудь грали в англійській Прем'єр-лізі..
В результаті влітку 2000 року Лунд був повернутий на правах оренди в «Молде», де отримав серйозну травму коліна, від якої так і не зумів відновитись і 2002 року змушений був завершити ігрову кар'єру у ранньому віці.
Він намагався повернутись до ігор у 2009 році разом з футболістом Франком Страндлі, коли обидва приєдналися до клубу Лунд з шестого норвезького дивізіону. Хоча він забив у дебютному матчі, він Андреас змушений був залишити клуб, стверджуючи, що він все ще відчуває біль у коліні і що він не може грати.

## Виступи за збірні
Протягом 1995—1998 років залучався до складу молодіжної збірної Норвегії, у складі якої став бронзовим призером молодіжного чемпіонату Європи 1998 року в Румунії. На молодіжному рівні зіграв у 19 офіційних матчах, забив 7 голів.
20 травня 1999 року дебютував в офіційних матчах у складі національної збірної Норвегії в товариській грі проти Ямайки (6:0), в якій відзначився голом. У наступній грі проти Литви (1:0) Андреас знову відзначився голом.
В 2000 році зіграв з командою у трьох матчах чемпіонату Північної Європи і в грі проти Данії (4:2) відзначився дублем, забивши свої останні голи за збірну. Влітку того ж року потрапив у попередній список збірної на Євро-2000, втім у фінальну заявку не потрапив і після цього за збірну більше не грав. Всього протягом кар'єри у національній команді, яка тривала 2 роки, провів у формі головної команди країни 8 матчів, забивши 3 голи.